# Józef Budzik
Józef Budzik (ur. 21 stycznia 1891 w Łękawicy, zm. wiosną 1940 w Katyniu) – kapitan administracji Wojska Polskiego, ofiara zbrodni katyńskiej.

## Życiorys
Urodził się 21 stycznia 1891 w Łękawicy, w ówczesnym powiecie tarnowskim Królestwa Galicji i Lodomerii, w rodzinie Stanisława i Marii z Pisków. W czasie I wojny światowej walczył w szeregach armii austriackiej na froncie rumuńskim i włoskim. Od listopada 1918 w Wojsku Polskim. Walczył na wojnie z bolszewikami, został ranny.
W okresie międzywojennym pozostał w wojsku. W latach 1923–1924 pełnił służbę w Rejonowym Zakładzie Gospodarczym w Tarnowie, pozostając oficerem nadetatowym Okręgowego Zakładu Gospodarczego nr V w Krakowie. 31 marca 1924 został mianowany kapitanem ze starszeństwem z 1 lipca 1923 i 79. lokatą w korpusie oficerów administracji, dział gospodarczy. W 1928 służył w 16 pułku piechoty w Tarnowie. W grudniu 1932 został przydzielony do PKU Tarnów na stanowisko kierownika referatu. Od 1938 na stanowisku kierownika I referatu w Komendzie Rejonu Uzupełnień Tarnów. W marcu 1939, w tym samym stopniu i starszeństwie, zajmował 58. lokatę w korpusie oficerów administracji, grupa administracyjna.
W czasie kampanii wrześniowej 1939 ewakuował się z personelem RKU na tereny wschodnie. Po agresji ZSRR na Polskę zatrzymany przez Sowietów w rejonie Tarnopola. Osadzony w obozie jenieckim w Kozielsku. Znajduje się na liście jeńców kozielskiego obozu z 6 grudnia 1939. 22 kwietnia 1940 przekazany do dyspozycji naczelnika smoleńskiego obwodu NKWD, lista wywózkowa 040/3 z 20 kwietnia 1940. Został zamordowany między 23 a 24 kwietnia 1940 przez NKWD w lesie katyńskim i tam pogrzebany w bezimiennej mogile zbiorowej, gdzie od 28 lipca 2000 mieści się oficjalnie Polski Cmentarz Wojenny w Katyniu. W miejscu tym prowadzone były ekshumacje i prace archeologiczne. Zidentyfikowany podczas ekshumacji prowadzonej przez Niemców w 1943, zapis w dzienniku ekshumacji pod datą 4 maja 1943. Znaleziono przy nim: leg. ofic., kartę szczep. 1085 oraz monogram na ubraniu B.J.. Figuruje na liście AM i Komisji Technicznej PCK pod numerem 909. W Archiwum Robla znajduje się spis przedmiotów znalezionych przy zwłokach.

### Życie prywatne
Józef Budzik był żonaty z Marią z Sandów (ur. 26 grudnia 1888), nauczycielką, z którą miał czworo dzieci.
Syn Wiesław Budzik, żołnierz AK, aresztowany przez UB w związku ze sprawą kpt. Tadeusza Gajdy, ps. Tarzan, był torturowany nieludzko, (oblewano mu stopy benzyną i podpalano). W wyniku śledztwa Wojskowy Sąd Rejonowy w Krakowie dnia 27 września 1946 pod przewodnictwem kpt. Mariana Piękosza z udziałem asesora WSR por. Ludwika Kiełtyki wydał wyrok skazując Wiesława Budzika na śmierć. Wyrok wykonano 21 października 1946 r. na Montelupich w Krakowie.

## Upamiętnienie
- Przedszkole Publiczne w Łękawicy nosi Imię kpt. Józefa Budzika[21].
- 5 października 2007 minister obrony narodowej Aleksander Szczygło mianował go pośmiertnie na stopień majora[22][23][24]. Awans został ogłoszony 9 listopada 2007 w Warszawie, w trakcie uroczystości „Katyń Pamiętamy – Uczcijmy Pamięć Bohaterów”[25][26][27].
- Na tablicy na ścianie kościoła w Łekawicy[28].
- Na tablicy umieszczonej na ścianie kościoła kościół Filipinów, przy ul. Piłsudskiego 9 w Tarnowie[29].
- Dąb Pamięci posadzony przy ul. Norwida 22 w Tarnowie przez IV Liceum Ogólnokształcące im. Jana Pawła II i Gimnazjum nr 10 w Zespole Szkół Ogólnokształcących nr 1 w Tarnowie. Certyfikat nr 000698/000930/WE/2009[30].

## Ordery i odznaczenia
- Srebrny Krzyż Zasługi[8]
- Medal Pamiątkowy za Wojnę 1918–1921